# Radírfej
A Radírfej (angol címén Eraserhead) David Lynch első horrorfilmje. 1977. március 19-én mutatták be az Egyesült Államokban. A film 7 millió dolláros bevételt hozott. A film zenéjét Fats Waller szerezte, a betétdalt (In Heaven) pedig Peter Ivers. Az ezt kísérő album 1982-ben jelent meg az IRS Records gondozásában. 

## Cselekménye
A cselekmény egy Henry Spencer nevű fiatalemberről szól, aki összeköltözik a barátnőjével, Maryvel, és kisbabájuk születik. Érdekes módon azonban nem egy egyszerű embergyerekről van szó, hanem egy mutáns babáról, aki ráadásul egyfolytában hangosan sír. A sírás elriasztja Maryt, így Spencernek egyedül kell felnevelnie ezt az érdekes teremtményt. Henryt is megőrjíti a sírás, így a fantázia birodalmába menekül, ahol egyik látomásában a feje leválik a nyakáról. A fejet egy gyárba viszik, és ceruzák végére helyezik, radír gyanánt, innen a film címe is. Időközben az is kiderül, hogy a gyereknek nincs bőre, és tapaszok tartják a belső szerveit. Henry átvágja a szerveket, és így a gyerek meghal. 

## Fogadtatása
A film kultikus státusznak örvend, habár bemutatása idején negatív kritikákat kapott a szürreális cselekmény miatt. A Rotten Tomatoes oldalon 91%-os értékelést ért el. A jelenlegi kritikák dicsérik az érdekes történetet és a fekete humort. A Film4nél, az AllRovinál és a The Guardian-nél is megadták a filmnek a kritikusok a maximális öt csillagot.